# Те (филозофија)
За хемијски елемент Те види Телур
Те или Де (кин: 德 - нарав, врлина) је појам таоистичке филозофије који означава врлину, односно испољавање таоа у животу и деловању бића као њихова унутрашња природа и хармонија свемира. Због тога је идеал таоистичког морала природност и повратак природи.

## Лао Це
У коме је садржана врлина, тај је као мало дете.— Лао Це
По Лао Цеу, тао је оно из чега све ствари произлазе. У процесу настајања свака поједина ствар добија нешто од универзалног тао-а, што се назива те, унутрашња »моћ« или »врлина«. Те неке ствари је оно што она природно јесте. Лао Це вели: »Све ствари штују тао и цене те«. Тао је оно из чега произлазе, а те оно по чему су оно што јесу.
По Лао Цеовој теорији »неделања« човек треба да ограничи своје делатности на оно што је нужно и природно, а природно значи следити свој те без наметнутог напора. При том човек треба да узме једноставност као руководеће начело живота. Нема ничега што може бити једноставније од Тао-а, стога човек који следи Те мора водити најједноставнији могућ живот.

## Чуанг Це
У кретању, у раду дете нема сврхе, нема намере.— Чуанг Це
Таоистички идеал спонтане врлине супротстављен је конфуцијевском идеалу култивисане уљудности (види: ли), сматрајући га извештаченим и опасним: „Различите теорије о доброти и праведности, које рађа разум, вештачке су и болећиве... попут тумора који је, иако израстао из тела, противан његовој природи... То су производи ловаца за славом.“(Чуанг Це)